# Wallace Alexander Smart
Wallace Alexander Smart (ur. 7 stycznia 1898 w Cardiff, zm. 23 grudnia 1943) – walijski porucznik Royal Flying Corps, as myśliwski No. 1 Squadron RAF.
Wallace Alexander Smart urodził się w Cadriff,  w Walii. 28 września 1917 roku został przydzielony do RAF, a od 10 kwietnia 1918 roku służył we Francji w No. 1 Squadron RAF.
Pierwsze zwycięstwo powietrzne odniósł 31 maja 1918 roku. Było to zwycięstwo nad samolotem Albatros D.V.  Kolejne trzy zwycięstwa powietrzne, odpowiednio 1 czerwca, 1 lipca 1 października, odniósł razem z grupą innych pilotów jednostki.
Ostatnie piąte zwycięstwo odniósł 29 października, w okolicach Landrecies zestrzelił niemiecki samolot Fokker D.VII.